# Calabria
Calabria (/kaˈlabrja/, Calàbbria în dialectul calabrez, Καλαβρία în limba greacă) este o regiune din Italia aflată în sudul peninsulei italice, la sud de Napoli. Limitată în nord de regiunea Basilicata, Calabria se învecinează cu Sicilia peste strâmtoarea Messina. Regiunea ocupă 15.079 km² și are o populație de 2,09 milioane. Capitala sa este Catanzaro.

## Locuri turistice importante
- Tropea, la Marea Tireniană, un oraș frumos, cu un litoral frumos[1].
- Ricadi (Capo Vaticano), la Marea Tireniană, localitate turistică internațională.
- Siderno, la Marea Ionică.

## Galerie imagini

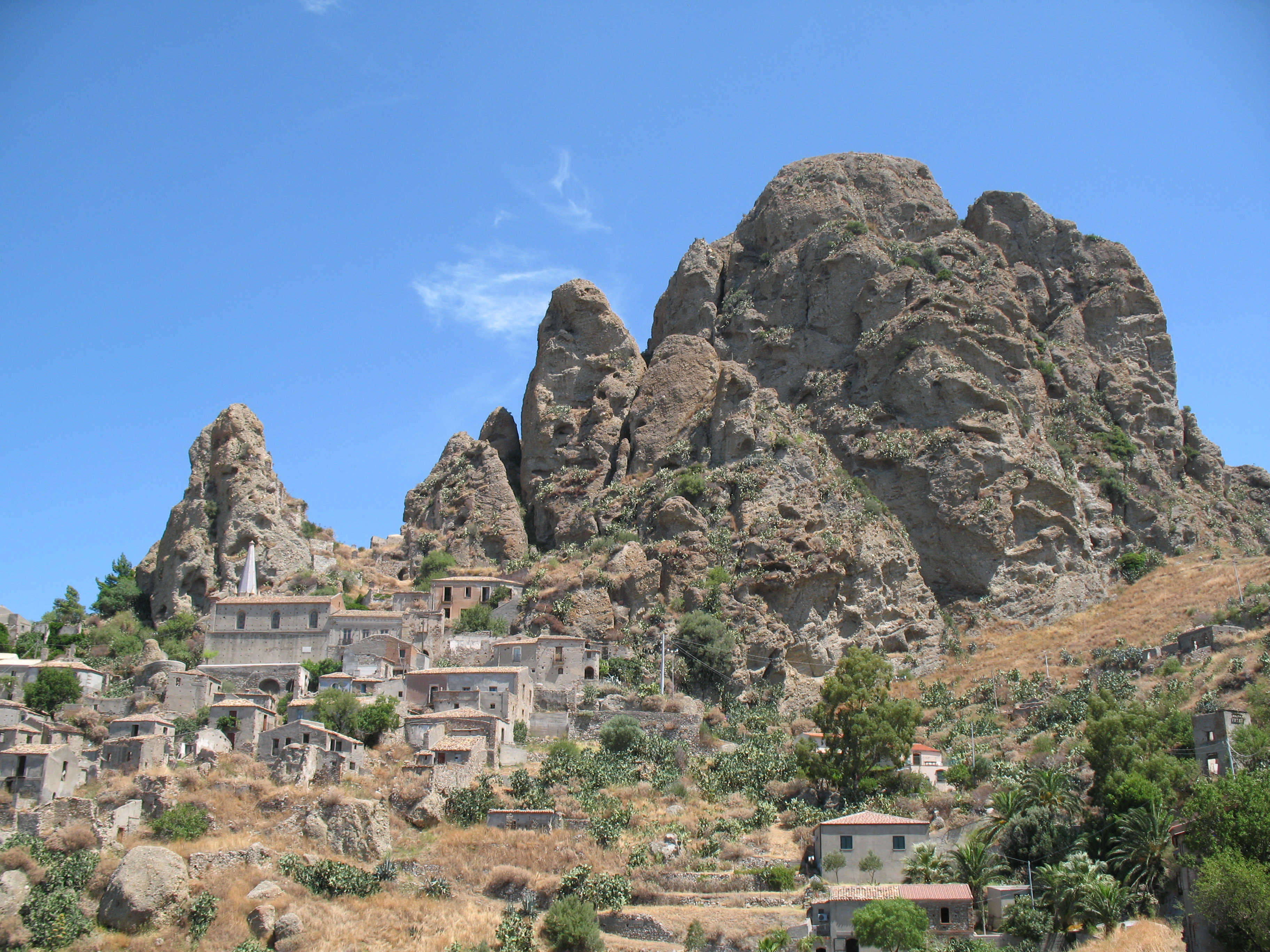
Pentedattilo (Melito di Porto Salvo)
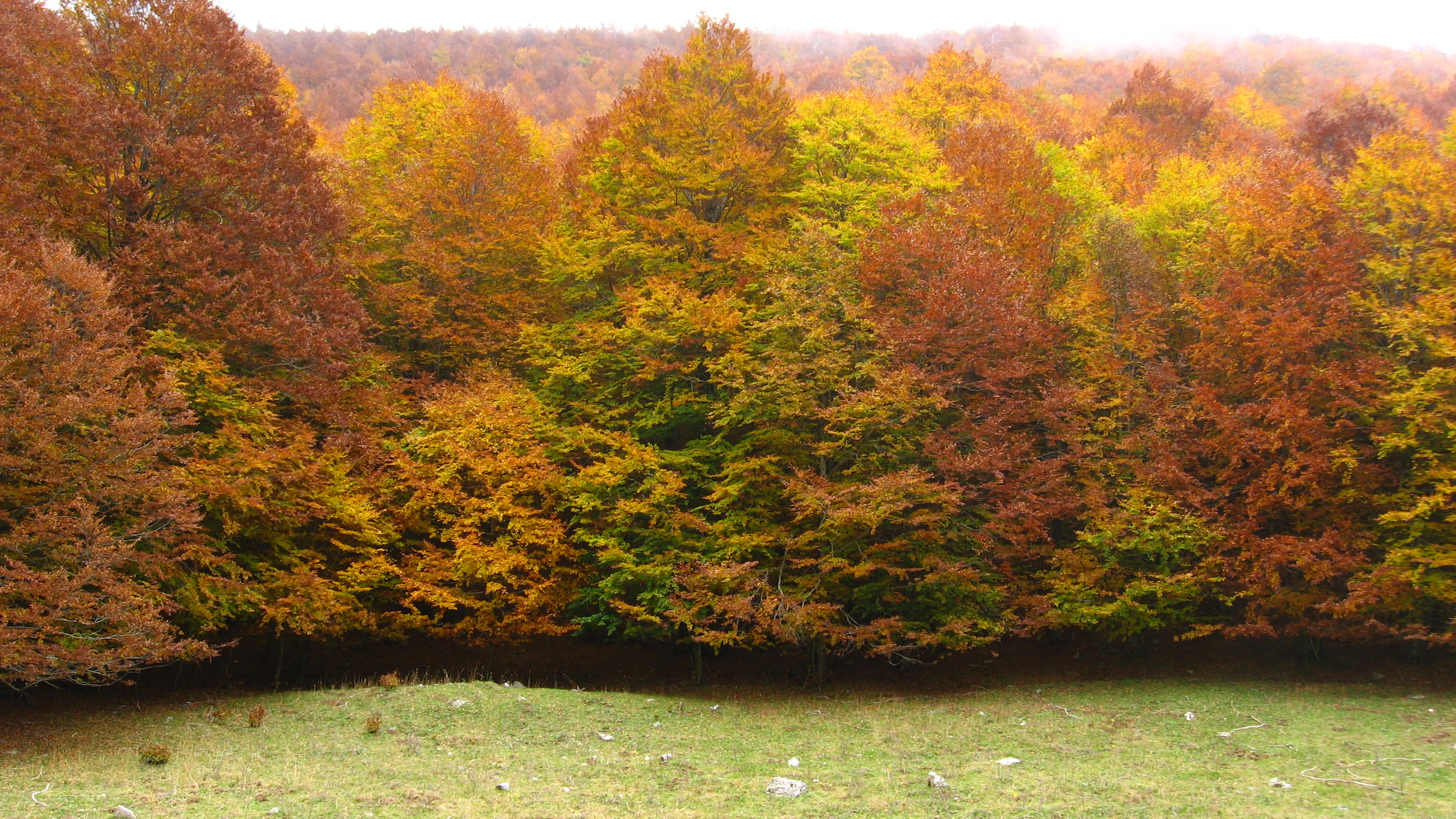
Pollino
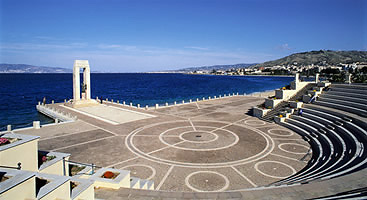
Arena dello Stretto (Reggio Calabria)
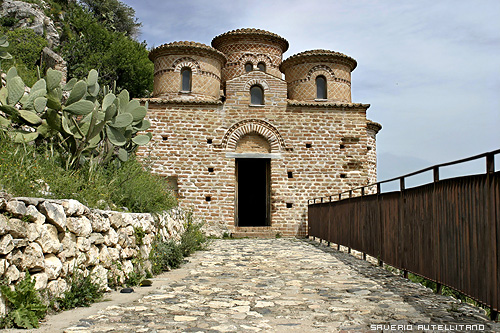
Cattolica di Stilo
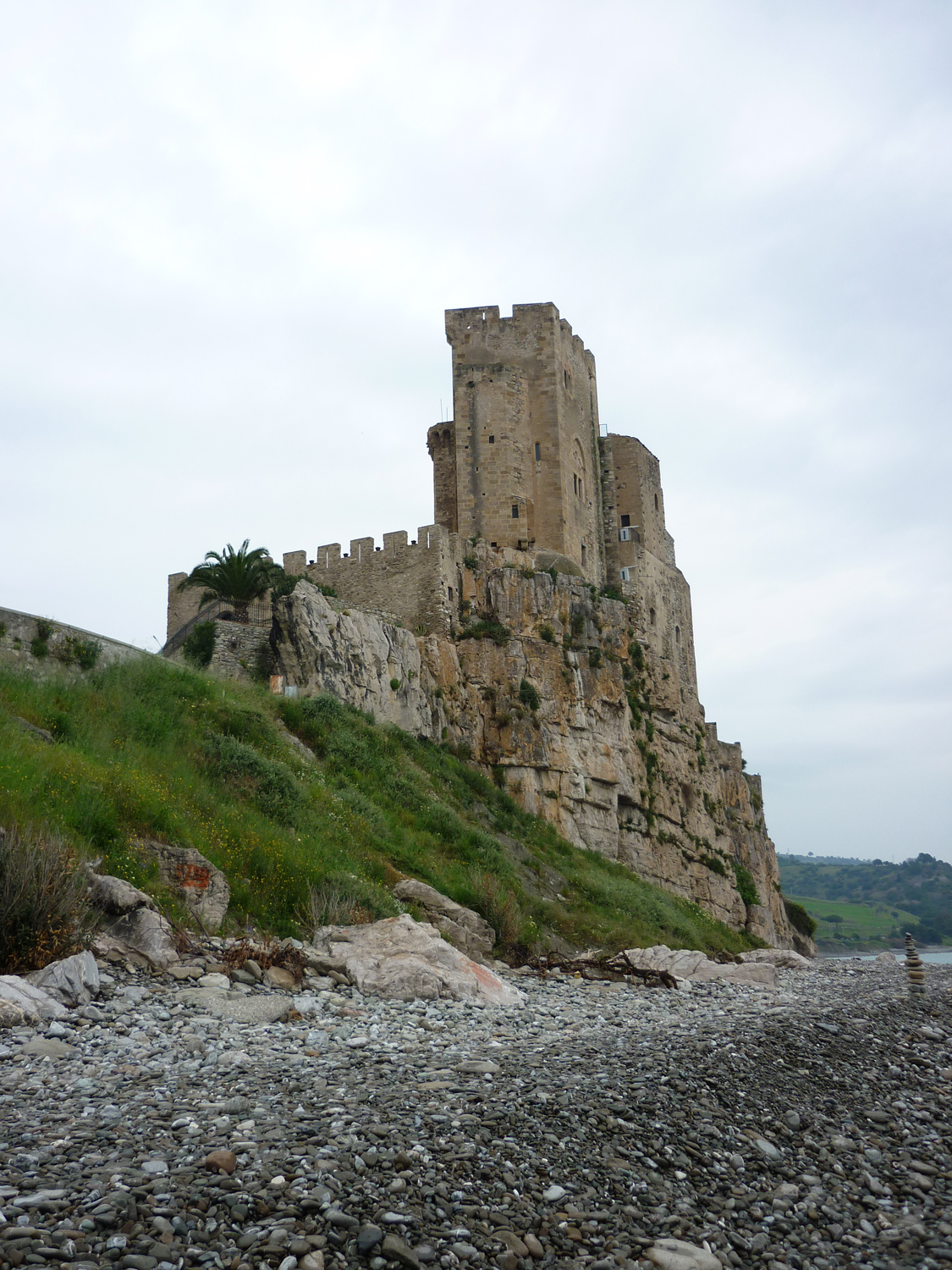
Castelul Roseto Capo Spulico
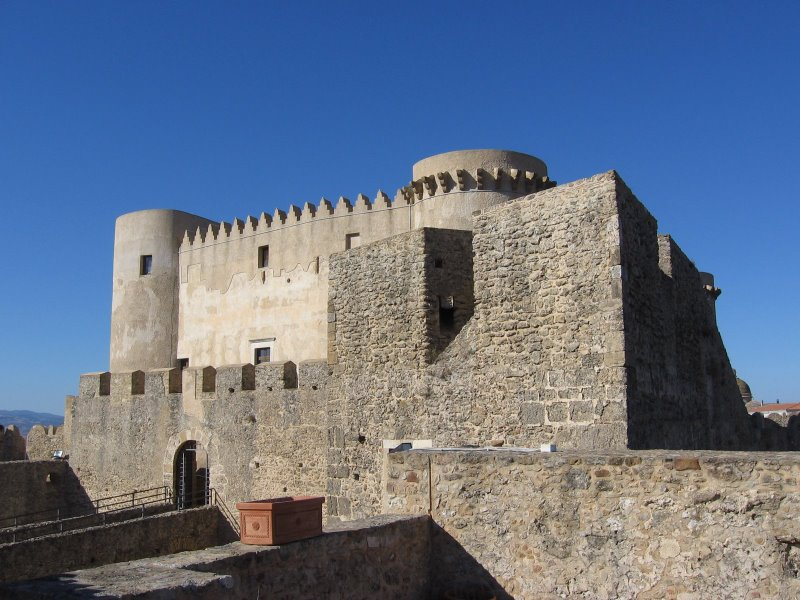
Santa Severina
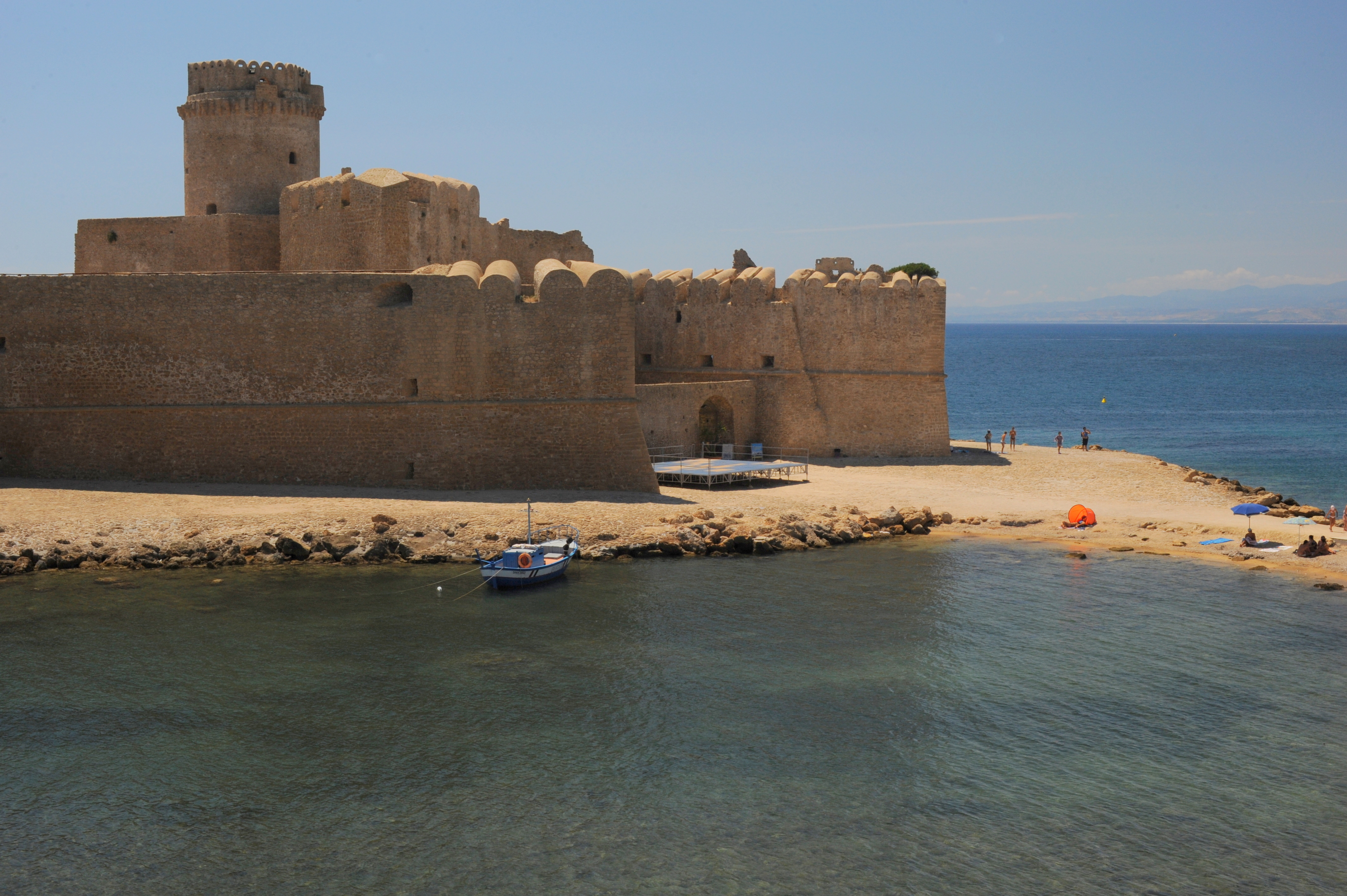
La Castella (Isola di Capo Rizzuto)
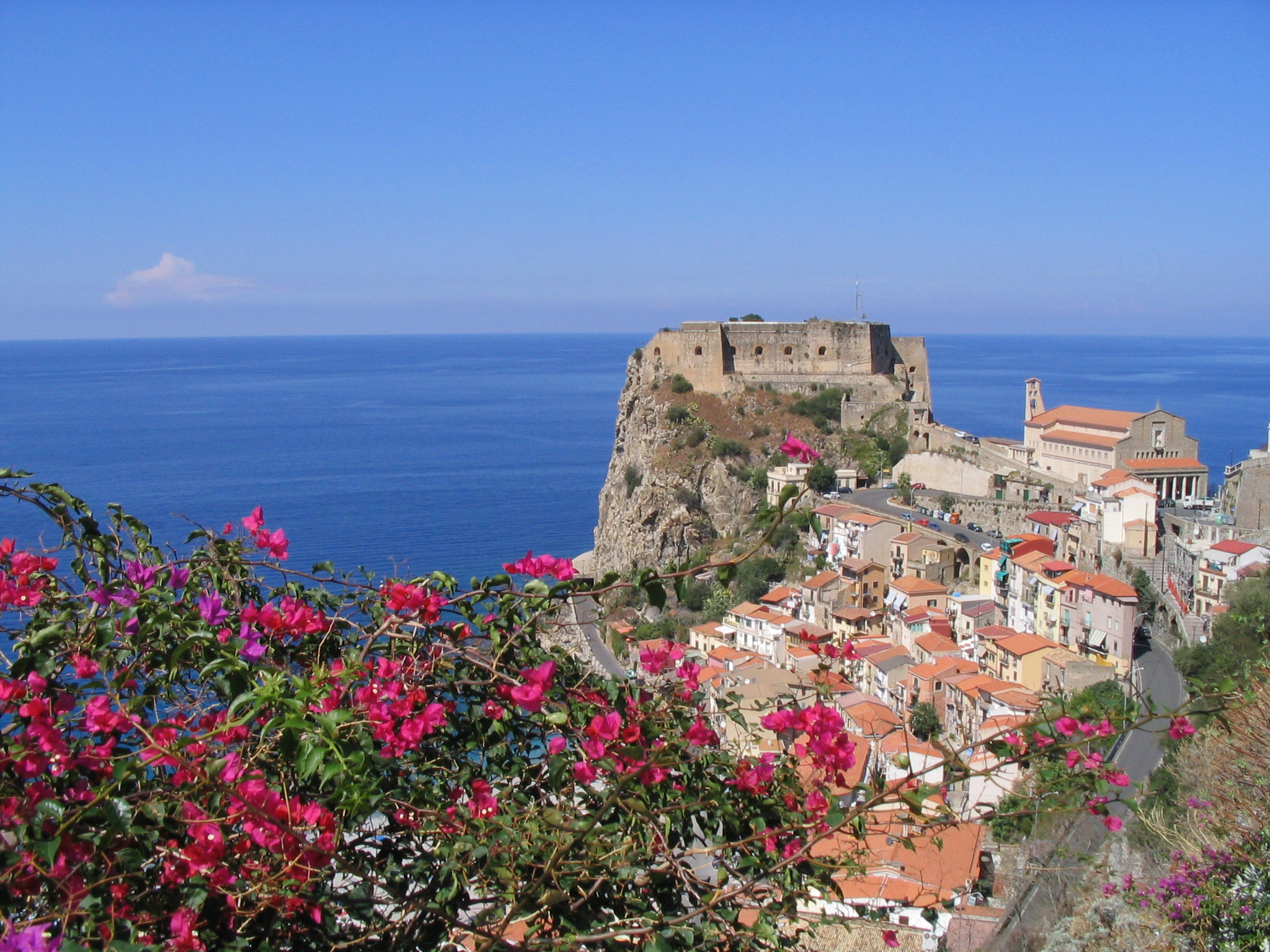
Scilla
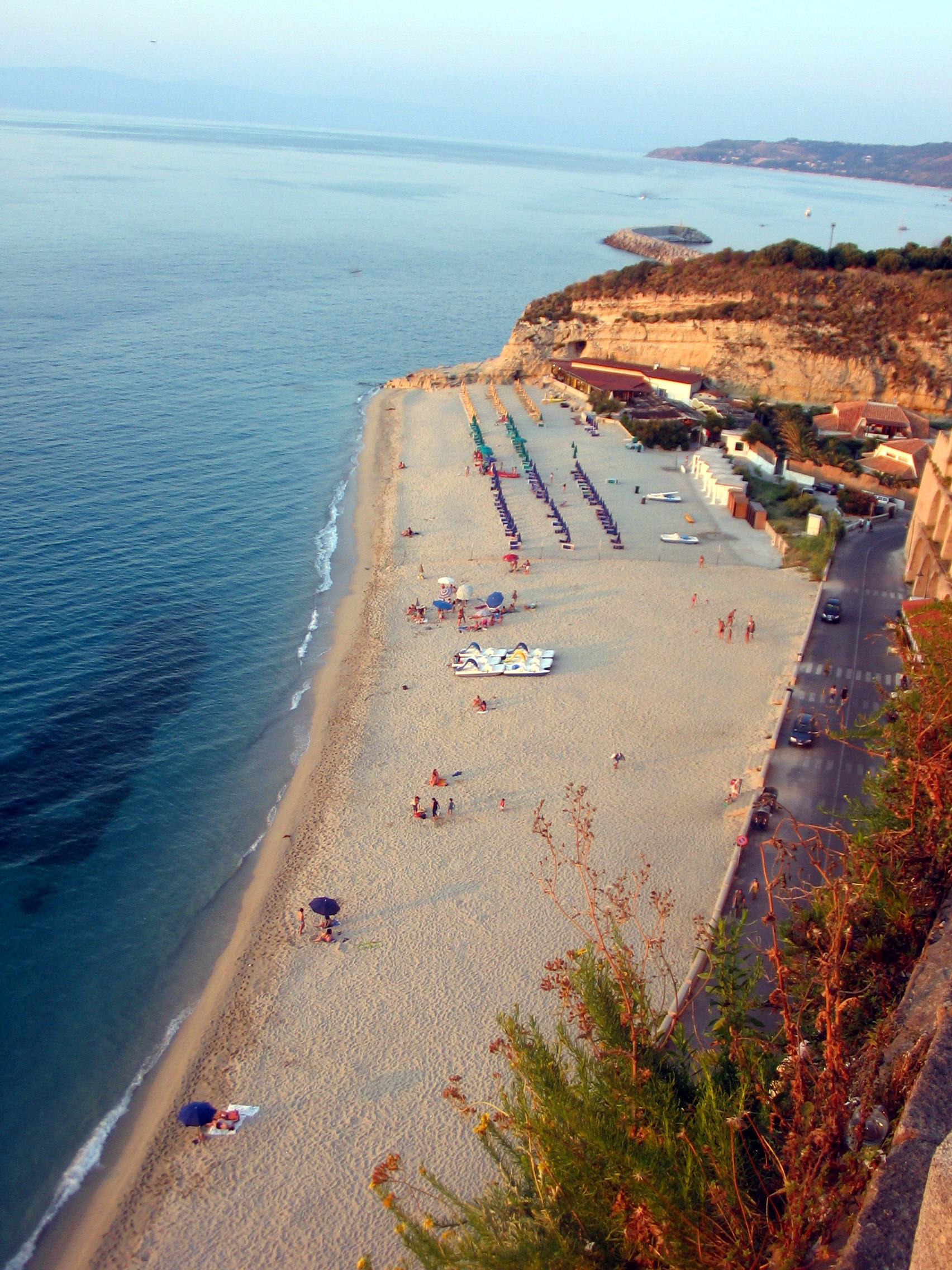
Tropea
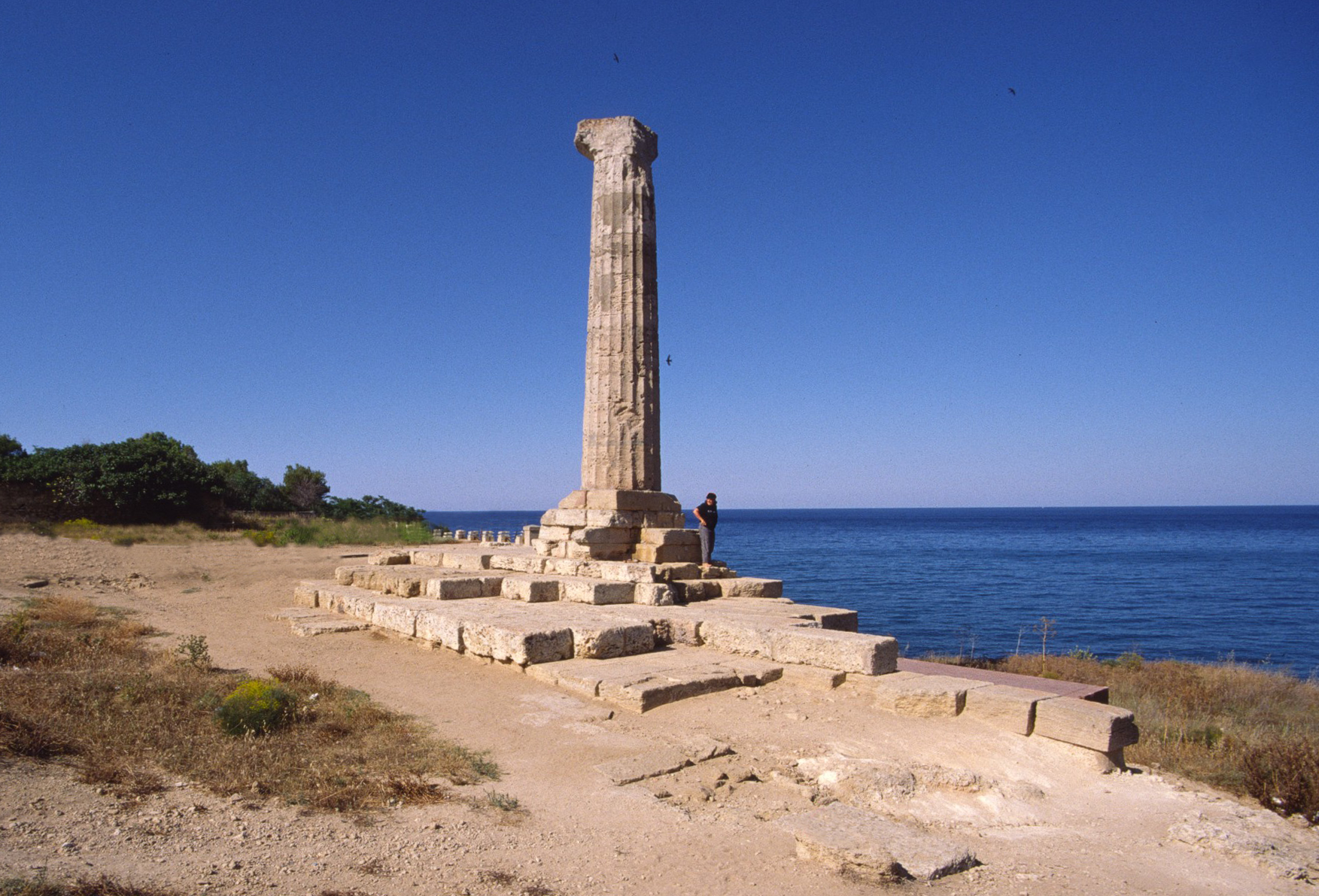
Capo Colonna (Crotone)
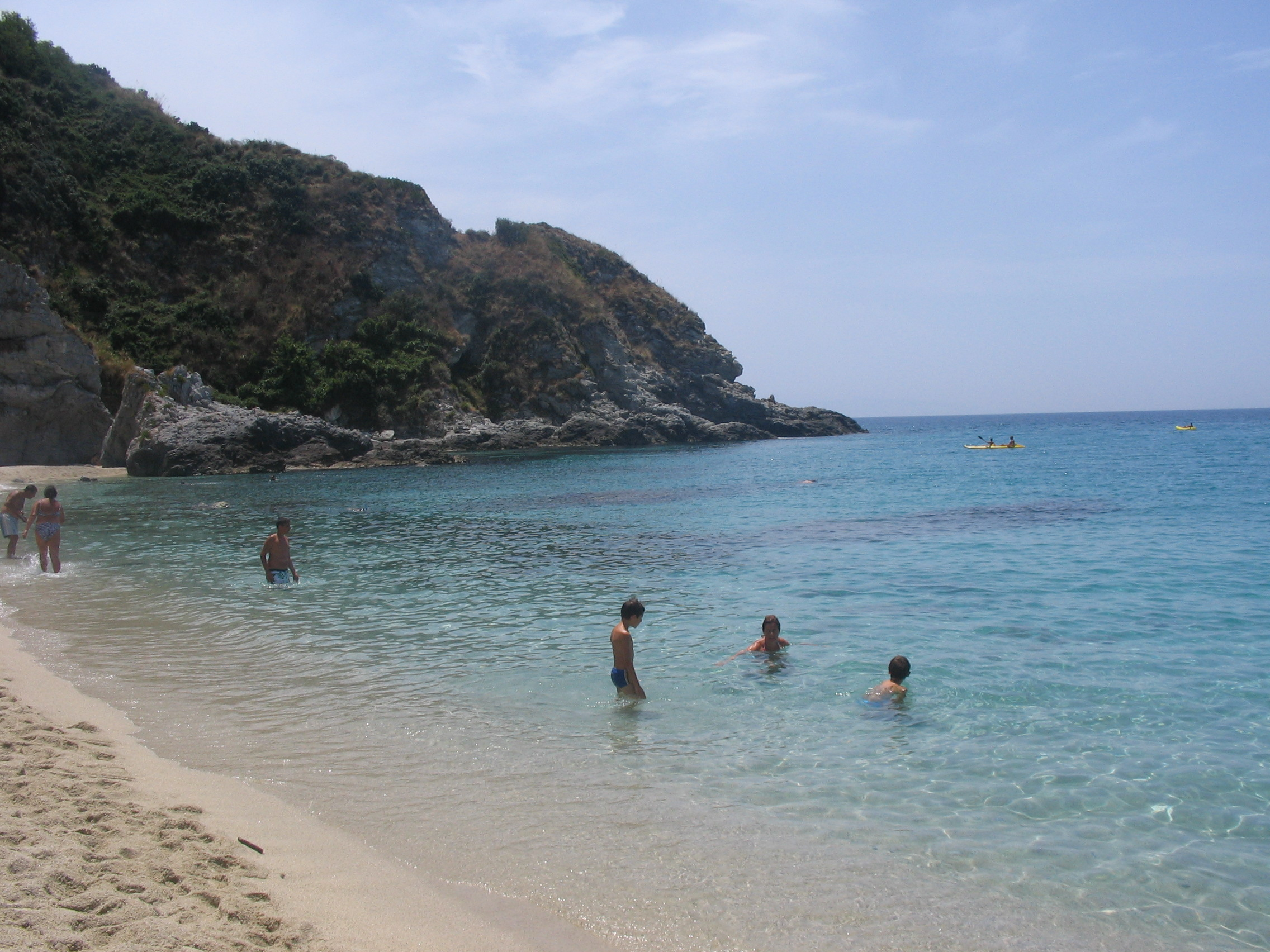
Capo Vaticano (Ricadi)
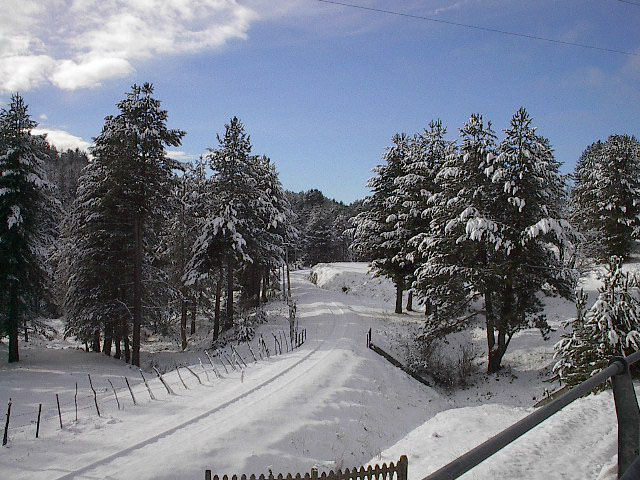
Sila
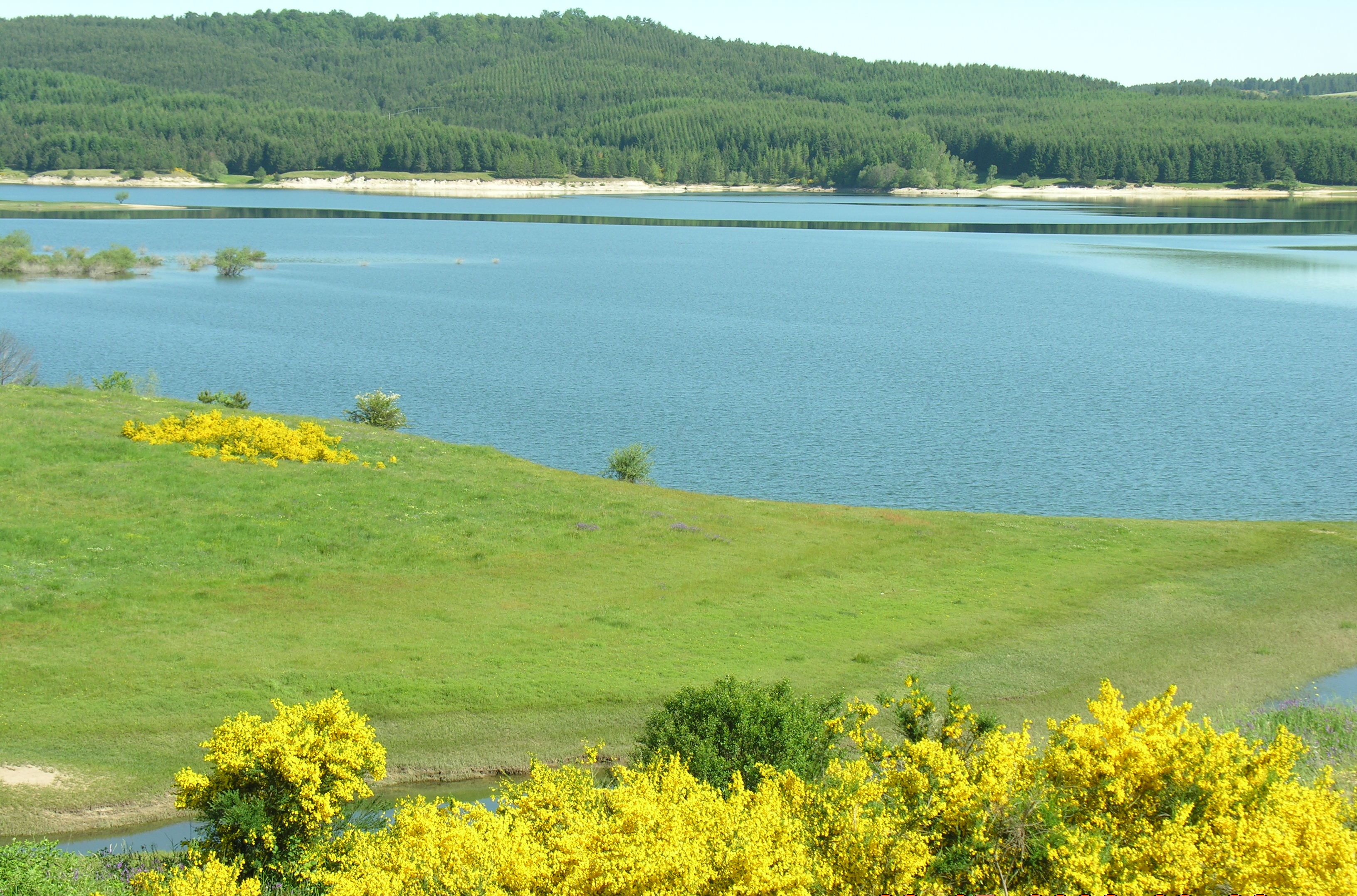
Lacul Cecita